# II Batalion Saperów
II batalion saperów (II bsap) – pododdział saperów  Wojska Polskiego w II Rzeczypospolitej.

## Historia batalionu
II batalion saperów został sformowany we Francji, w sierpniu 1918 roku, w obozie inżynieryjnym wojsk francuskich w Erigne, z ochotników amerykańskich oraz jeńców Polaków byłych żołnierzy armii niemieckiej. Po wejściu w skład pierwszej dywizji Armii generała Hallera walczył na polach Szampanii, aż do zawieszenia broni z Niemcami.
W styczniu 1919 roku batalion został włączony do Dywizji Instrukcyjnej i wraz z nią przybył pod koniec maja do Polski, gdzie wcielony został do 2 Dywizji Piechoty Legionów. 

Batalion brał udział 1920 w przejęciu Pomorza, następnie w walkach z bolszewikami, gdzie szczególnie się odznaczył w czasie fortyfikowania Nachowa 17 czerwca 1920. Pod wsią Zimne na Wołyniu 1/II bsap samorzutnie stawiła opór nieprzyjacielowi o kilkakrotnej przewadze liczebnej, dzięki czemu uratowała baterię artylerii ciężkiej i baterię artylerii polowej. Za walkę otrzymała pochwałę od dowódcy 3 Armii.

Pod wsią Soków 1 sierpnia 1920 ta sama kompania  stawiła opór bolszewikom, a linia frontu została utrzymana.
W czasie walk odwrotowych batalion wykonywał często prace techniczne, jak budowę pozycji obronnej pod Wasilkowem, budowa mostu pod Ramowicami, budowę wąskotorowej kolejki Kijów – Myszołówka, pod ogniem nieprzyjacielskim przeprawę pod Nową Groblą i wiele innych prac.
Poza tym jego 1 kompania po ufortyfikowaniu Zamościa wzięła czynny udział w sierpniu 1920 r. w obronie tego miasta.

22 sierpnia 1921 roku dotychczasowy II batalion saperów 2 Dywizji Piechoty Legionów wszedł w skład powstałego w Przemyślu 10 pułku saperów. 

Do pułku macierzystego batalion przybył 23 lipca 1922  i do 1928 roku występował w strukturze 10 psap jako dywizyjny batalion saperów.
11 listopada 1928, wraz z rozwiązaniem 10 pułku saperów, batalion uległ likwidacji.

## Dowódcy batalionu
- mjr Adolf Juniewicz – 1922 – 1923[5][6]